# Nowy dom Bloo
Nowy dom Bloo (ang. House of Bloo’s) – średniometrażowy, jednogodzinny film animowany rozpowszechniany jako odcinek pilotażowy serialu Dom dla Zmyślonych Przyjaciół pani Foster. Jego premiera miała miejsce w USA 13 sierpnia 2004, a jego trzyodcinkową wersję mieliśmy okazję zobaczyć na polskim CN w dniach od 7 do 9 marca 2005 roku. Po raz pierwszy pojawił się w całości 9 listopada 2008 roku w Kinie CN.

## Opis

### Część pierwsza
Pewnego razu żył sobie 8-letni Maks. Miał on zmyślonego przyjaciela Blooregarda Q. Kazoo (w skrócie Bloo) oraz starszego brata Tadka, który za wszelką cenę chciał się pozbyć jego i jego zmyślonego przyjaciela. Wkrótce mama chłopca powiedziała mu, że jest już za duży na posiadanie zmyślonego przyjaciela i musi pozbyć się Bloo. Wtedy ten odnalazł Dom dla Zmyślonych Przyjaciół pani Foster. Tam on i Bloo poznali trójkę zmyślonych przyjaciół – Chudego, Eduardo i Koko, gosposię domu – Frankę, jego prezesa – Pana Zająca (również zmyślonego przyjaciela), właścicielkę – Panią Foster oraz najmniej lubianego mieszkańca – zmyśloną przyjaciółkę Księżną. Dom okazał się idealnym miejscem dla Bloo. Lecz każdy jego mieszkaniec może zostać zaadoptowany, a żeby Bloo nie trafił w ręce innej rodziny, Maks musi go codziennie odwiedzać. Chłopiec obiecuje przyjść jutro i idzie do własnego domu.

### Część druga
Gdy Maks przychodzi do domu, zaczyna tęsknić za Bloo. Tymczasem nazajutrz w domu pani Foster zjawia się bogate małżeństwo wraz ze swoją skąpą córką chcące zaadoptować zmyślonego przyjaciela. Franka proponuje im Księżną, a oni się zgadzają i idą podpisać papiery adopcyjne. Lecz ich córka zauważa Bloo. Nazywa go Dolares i chce zaadoptować właśnie jego, dlatego rusza za nim w pościg. Na szczęście z pomocą przyjacielowi przychodzą Chudy, Eduardo i Koko. Wszyscy ganiają po całym domu z Bloo w ręku, a dziewczyna za nimi. Wkrótce udaje jej się złapać jej słodkiego małego „Dolaresa”. Oznajmia matce i ojcu, że jego chce zaadoptować. Ci się zgadzają, lecz na szczęście w porę zjawia się Maks. Bogacze wychodzą z domu bez żadnego przyjaciela. Gdy chłopiec wraca do domu, widzi go Tadek. Następnie ten spotyka Księżną. Okazuje się, że obaj chcą pozbyć się Bloo, dlatego zaczynają współpracować. Tymczasem dzień później Maksa nie ma długo w domu pani Foster, a Bloo zaczyna się martwić...

### Część trzecia
Maks biegnie do domu pani Foster, lecz po drodze spotyka Tadka, który zaprowadza go do domu chłopców, gdzie zamyka brata w szafie. Następnie samemu idzie do domu dla wymyślonych przyjaciół i adoptuje Bloo, gdy tymczasem Księżna uwalnia z klatki za domem Extremozaura – zmyślonego potwora. Maks uwalnia się z szafy i biegnie do Bloo, lecz dowiaduje się, że jego zmyślony przyjaciel został zaadoptowany. On, Chudy, Eduardo i Koko wyruszają na poszukiwania Bloo. Znajdują go na złomowisku, gdzie są również Księżna, Tadek i Extremozaur, który ściga Bloo. Czwórka przyjaciół ma plan jak go uratować.

## Wersja polska
Opracowanie i udźwiękowienie wersji polskiej: Studio Sonica

Reżyseria: Miriam Aleksandrowicz

Dialogi polskie: Barbara Robaczewska

Dźwięk i montaż: Agnieszka Stankowska

Organizacja produkcji: Elżbieta Kręciejewska

Lektor: Radosław Popłonikowski

W wersji polskiej wystąpili:
- Grzegorz Drojewski – Bloo
- Kajetan Lewandowski – Maks
- Ryszard Nawrocki – pan Zając
- Agnieszka Fajlhauer –
  - Franka,
  - Matka Maksa (cz. 1)
- Anna Apostolakis – Koko
- Wojciech Paszkowski – Chudy
- Marcin Troński – Eduardo
- Miriam Aleksandrowicz – pani Foster (cz. 3)
- Agnieszka Matysiak – Księżna
- Mariusz Oborski – Tadek
- Wojciech Machnicki – Milioner (cz. 2)
- Elżbieta Bednarek – Żona milionera (cz. 2)
- Ania Wiśniewska – Córka milionerów (cz. 2)

## Nagrody
W 2005 roku otrzymał dwie nagrody Emmy w kategorii „Outstanding Individual Achievement in Animation” dla dyrektora artystycznego Mikea Moona i dla „character designer” Craiga McCrackena. W tym samym roku dostał również nominację do Annie w kategorii „Character Design in an Animated Television Production”.